# Historia y filosofía de la ciencia
La historia y filosofía de la ciencia (HPS) es una disciplina académica que engloba la filosofía de la ciencia y la historia de la ciencia. Aunque muchos académicos en el campo están capacitados principalmente como historiadores o filósofos, existen departamentos de HPS que otorgan títulos en varias universidades destacadas. Aunque la filosofía de la ciencia y la historia de la ciencia son disciplinas propias, la historia y la filosofía de la ciencia son una disciplina por derecho propio.  
La filosofía de la ciencia es una rama de la filosofía que se ocupa de los fundamentos, métodos e implicaciones de la ciencia. Las cuestiones centrales de este estudio se refieren a lo que se considera ciencia, la confiabilidad de las teorías científicas y el propósito último de la ciencia. Esta disciplina se superpone con la metafísica/ ontología y la epistemología, por ejemplo, cuando explora la relación entre ciencia y verdad. La filosofía de la ciencia se centra en los aspectos metafísicos, epistémicos y semánticos de la ciencia. Las cuestiones éticas como la bioética y la mala conducta científica a menudo se consideran estudios de ética o ciencia en lugar de filosofía de la ciencia.
No hay consenso entre los filósofos sobre muchos de los problemas centrales relacionados con la filosofía de la ciencia, incluido si la ciencia puede revelar la verdad sobre cosas no observables y si el razonamiento científico puede justificarse en absoluto. Además de estas preguntas generales sobre la ciencia en su conjunto, los filósofos de la ciencia consideran problemas que se aplican a ciencias particulares (como la astronomía, la biología, la química, las ciencias de la Tierra o la física). Algunos filósofos de la ciencia también utilizan los resultados científicos contemporáneos para llegar a conclusiones sobre la filosofía misma.

## Historia
Uno de los orígenes de la disciplina unificada es el enfoque histórico de la disciplina de la filosofía de la ciencia. Este enfoque híbrido se refleja en la carrera de Thomas Kuhn. Su primer nombramiento permanente, en la Universidad de California, Berkeley,  fue para un puesto anunciado por el departamento de filosofía, pero también impartió cursos en el departamento de historia. Cuando fue ascendido a profesor titular sólo en el departamento de historia, Kuhn se sintió ofendido por el rechazo de los filósofos porque "seguro que quería estar allí, y eran mis estudiantes de filosofía quienes estaban trabajando conmigo, no en filosofía sino en historia"., fueron sin embargo mis alumnos más importantes".  Esta actitud también se refleja en su enfoque historicista, como se describe en la seminal estructura de las revoluciones científicas de Kuhn (1962, 2ª ed. 1970), en la que las cuestiones filosóficas sobre las teorías científicas y, especialmente, el cambio de teorías se entiende en términos históricos, empleando conceptos como cambio de paradigma.
Sin embargo, Kuhn también criticó los intentos de unificar plenamente los métodos de la historia y la filosofía de la ciencia: "Creo que subversión no es un término demasiado fuerte para referirse al resultado probable de un intento de convertir los dos campos en uno. Difieren en una serie de sus características constitutivas centrales, de las cuales la más general y evidente son sus objetivos. El producto final de la mayor parte de la investigación histórica es una narrativa, una historia, sobre detalles del pasado [...] El filósofo, por otro lado. Por otro lado, apunta principalmente a generalizaciones explícitas y a aquellas con alcance universal. No es un narrador de historias, verdaderas o falsas. Su objetivo es descubrir y afirmar lo que es cierto en todo momento y lugar, más que impartir comprensión de lo que ocurrió en un momento determinado. momento y lugar determinados."  Un trabajo más reciente cuestiona si estas divisiones metodológicas y conceptuales son en realidad barreras para una disciplina unificada. 